# Silur
Silur je pojam iz geologije koji označava period u razvoju Zemlje od prije 443 milijuna godina do prije 416 milijuna godina. Silur je period unutar paleozoika. Ovaj period dobio je naziv po keltskom plemenu Siluri s područja današnjeg Walesa.
Proteže se od kraja ordovicijskog perioda do početka devonskog perioda. Kao i sa svim drugim geološkim periodima, naslage stijena koje označavaju početak i kraj perioda su precizno identificirane, ali točni datumi variraju oko 5-10 milijuna godina. Osnova za početak silura je označena u doba masovnog izumiranja, kada je 60% svih morskih vrsta bilo izbrisano.

## Podjela
Međunarodno povjerenstvo za stratigrafiju priznaje podjelu silura na četiri geološke epohe koje se pak dijele u geološka doba:
- pridolij od 418,7 ± 2,7 do 416.0 ± 2,8 milijuna godina
- ladlov od 422,9 ± 2,5 do 418,7 ± 2,7 milijuna godina
  - ludford od 421,3 ± 2,6 do 418,7 ± 2,7 milijuna godina
  - gorst od 422,9 ± 2,5 do 421,3 ± 2,6 milijuna godina
- venlok od 428,2 ± 2,3 do 422,9 ± 2,5 milijuna godina
  - homer od 426,2 ± 2,4 do 422,9 ± 2,5 milijuna godina
  - šinvud od 428,2 ± 2,3 do 426,2 ± 2,4 milijuna godina
- landoveri od 443,7 ± 1,5 do 428,2 ± 2,3 milijuna godina
  - telih od 436,0 ± 1,9 do 428,2 ± 2,3 milijuna godina
  - aeron od 439,0 ± 1,8 do 436,0 ± 1,9 milijuna godina
  - rudan od 443,7 ± 1,5 do 439,0 ± 1,8 milijuna godina

## Paleogeografija
U većem dijelu silura raspored kopna i mora ostao je kao i u kambriju, ali su potkraj silura nastale promjene u vezi s kaledonskim orogenetskim ciklusom. Na području Irske, Škotske i sjeverozapadne Skandinavije izdiglo se novo ulančano Kaledonsko gorje. Izdizanja je bilo i u mnogim drugim područjima, ali slabijeg intenziteta. U vezi s orogenetskim pokretima postojala je i znatna vulkanska aktivnost. Sredinom silura jezgre današnjega euroazijskoga i sjevernoameričkoga kontinenta bile su unutar tropskog pojasa, a Gondvansko kopno (Indija, Arabija, Afrika, Južna Amerika, Australija, Antarktika) bilo je smješteno oko južnoga pola i djelomice je dosezalo južno suptropsko područje. Tadašnji oceanski prostori obuhvaćali su golema prostranstva oko sjevernoga pola. Takav raspored kontinenata tijekom silura odrazio se i u taložnim procesima, u kojima su prevladavali morski sedimenti. U plitkim morima uz obode štitova (baltičkoga, kanadskoga) ima klastičnih naslaga i nešto vapnenca, a u duljim geosinklinalnim morima škriljevaca, sitnozrnatih pješčenjaka, tufova i sl.
Poznata su i silurska područja u Velikoj Britaniji i Skandinaviji, a u Hrvatskoj je silur dokazan u slavonskim planinama (Psunj, Papuk, Krndija), u kremeno-sericitnim filitima s ostatcima graptolita.

## Flora i fauna
Novo kaledonsko kopno s mnogim zaostalim močvarama bilo je pogodna sredina za razvoj kopnenoga biljnog i životinjskog svijeta. Od biljaka su u siluru živjele ponajprije primitivne papratnjače, osobito Psilophytinae i Lycopodinae, a od životinja kralježnjaci, besčeljusnjače (Agnatha) i prvi pravi predstavnici slatkovodnih i morskih riba čeljustousta (Gnathostomata) acanthodi te placodermi, koji s agnatima čine tzv. ribe oklopnjače. Život se za silura odvijao uglavnom u moru. Od biljaka su se isticale vapnenačke alge, a među životinjama graptoliti (Monograptus, Cephalograptus, Rastrites i dr.), koji su u siluru doživjeli drugi vrhunac u svojem razvoju, pa se silur zajedno s ordovicijem (razdoblje prvoga vrhunca) često naziva i dobom graptolita. Za pliće dijelove silurskoga mora važni su trilobiti (Phacops, Calymene, Dalmanites i dr.), ima i ramenonožaca, mahovnjaka, glavonožaca (Orthoceras, Cyrtoceras), školjkaša (Cardiola), puževa (Bellerophon), bodljikaša, krinoida (Cyathocrinus), mješinaca i praživotinja. Vjeruje se da su se potkraj silura pojavili i prvi amoniti (Ammonoidea).

## Galerija slika
- Fosil vrste Dalmanites limulurus iz razdoblja silura.
- Umjetnički prikaz ribe oklopnjače Guiyu oneiros iz kasnog silura.
- Morski škoripon Eurypterus iz silurskog razdoblja.
- Crtež Cooksonije, prve vaskularne biljke iz silurskog razdoblja.

## Vanjske poveznice
|  | Zajednički poslužitelj ima još gradiva o temi Silur |